# 真核延伸因子
真核延伸因子有两种：真核延伸因子1（eEF-1）和真核延伸因子2（eEF-2）。
- 真核延伸因子1 eEF-1 由两个亚基组成： α 和βγ。α亚基相当于原核的延伸因子EF-Tu，介导氨酰tRNA进入核糖体的A位。βγ亚基相当于原核的延伸因子EF-Ts，作为 α亚基的鳥嘌呤核苷酸交换因子（英语：nucleotide exchange factor），催化α亚基上GDP的释放。

- 真核延伸因子2 eEF-2 相当于原核的延伸因子EF-G，催化tRNA和mRNA从核糖体的A位进入P位，使肽链延长。